# Teknikåret 2008

## Händelser

### Februari
- 1 februari - Marksänd digital-tv i Sverige skall vara helt infört.
- 7 februari - Atlantis lyfter från Kennedy Space Center för rymdfärd STS-122

### Maj
- 27 maj - Rymdsonden Phoenix landar på Mars nordpol.

### Juli
- 23 juli - Google öppnar företagets nya tjänst Knol, i en betaversion, för allmänheten.[1]

### Oktober
- 31 oktober - Den sista större amerikanska leverantören av förinspelade VHS-band, Distribution Video Audio Inc. från Palm Harbor, Florida, skickar sin sista leverans.[2]

### November
- 10 november - Martin Jetpack flyger i 46 sekunder, 13 sekunder längre än någon annan jetpack.[3]

## Utmärkelser
- Wietse Venema tilldelas Award for the Advancement of Free Software
- Creative Commons tilldelas Award for Projects of Social Benefit

### Fotnoter
1. ↑  Dupont, Cedric (23 juli 2008). ”Knol is open to everyone” (på engelska). Official Google Blog. http://googleblog.blogspot.com/2008/07/knol-is-open-to-everyone.html. Läst 23 juli 2008.
2. ↑  Los Angeles Times 22 december 2008 - VHS era is winding down
3. ↑  ”Arkiverade kopian”. Arkiverad från originalet den 8 november 2011. https://web.archive.org/web/20111108082511/http://www.popsci.com/bown/2008/innovator/diy-flier. Läst 10 april 2011.